# 油糍
油糍，是分佈於中國南方如廣東、福建、廣西、湖北、湖南、江西、貴州甚至陝西南部紫陽等地的油炸米食，各地稱謂一致，但做法有較大差異。

## 各地油糍

### 兩廣福建等地油糍
把糯米打成漿，再倒入布袋瀝乾水分，加乾漿掰散加入糖漿和水搓成粉糰，稍按扁，加入綠豆餡等，也可空心，再捏緊收口，放入燒好的花生油中炸至金黃色即可。

### 江西油糍
以九江的比較聞名。和廣東的油糍相似，也是以糯米漿為原料經油炸製成，但内裏包的餡並不是甜味的，而是豆腐等鹹味餡。

### 湖北湖南油糍
不將糯米打成漿，而是蒸熟後打成糍粑，包入綠豆沙等油炸而成，在其他地區也被稱為“油糍粑”。

### 貴州油糍
主要分佈在黔東北原思南府地區，是將糯米打漿後打入炸油糍的模具底層，再在中間層加入綠豆或辣椒玉米麵、豆腐丁、鮮肉泥等不同餡料，再在模具上層澆入糯米漿後放入油鍋中炸至金黃色即可。可以直接食用也可以煮湯。這種油糍其實做法更接近江浙滬小吃油墩子，只是餡料不同。

另外一種如湖北湖南的油糍粑的油糍則在全省都有製作。

### 陝西油糍
主要分佈在陝南的紫陽等地，是先把麵粉、豆腐丁、蔥花、紅薯丁和水調成糊，加入鹽，再加入蘇打粉或雞蛋發泡，倒入炸油糍的模具後放入油鍋中炸成金黃色出鍋，再澆上用油辣子和麵粉勾兌成的澆頭即可食用。